# 체타카
체타카(산스크리트어: चेतक)는 기원전 5세기경 밧지 연맹의 맹주국인 리차비 공화국의 가나무키야(수반)이다.

## 생애
체타카는 케카와 야소마티 사이에서 태어난 아들로 하이하야 씨족에 속했으며, 그에게는 트리샬라라는 여동생이 있었다.
체타카는 리차비 가나상가(비정파 과두제 공화국) 행정부의 최고기관인 리차비 평의회의 9명의 라자 중 한 명으로 선출되었다. 체타카는 리차비 평의회의 의장이었으며, 리차비족이 이끄는 밧지 연맹의 가나무키야(수장)이기도 했다.

### 외교적 결혼
체타카는 그의 가족 구성원들과 다른 공화국과 왕국의 지도자들 사이에 몇 차례 외교적 결혼을 맺었다. 그러한 결혼 중 하나는 누이 트리살라와 나야족의 가나 무키야인 싯다르타 사이의 결혼이었는데, 이 결혼은 싯다르타가 자신이 이끄는 나야족이 바이샬리와 가까운 지리적 중요성과 싯다르타의 밧지 평의회 구성원들의 의견으로 성사되었다. 싯다르타와 트리살라 사이의 아들로는 훗날 자이나교의 24대 티르탕카라가 되는 마하비라가 있었다.
체타카가 체결한 다른 혼인 동맹에는 그의 가족들의 결혼이 포함되었다.
- 프라바바티는 신두-사우비라의 우다야나 왕과 결혼했다.[1] [3]
- 파드마바티는 앙가의 왕 다디바하나와 결혼했다.[3]
- 므리가바티는 밧사의 왕 사타니카와 결혼했으며, 우다야나를 낳았다.[1][3]
- 시바는 아반티의 프라디요타 왕과 결혼했다.[4][3]
- 지예스타는 트리샬라의 아들이자 마하비라의 형인 체타카의 조카인 쿤다가마의 난디바르다나와 결혼했다.[3]
- 셀라나는 마가다의 왕 빔비사라와 결혼했다.[2][3]

### 종교 정책
체타카는 조카 마하비라의 가르침에 능통하게 되었고, 자이나교를 채택하여 리차비와 밧지의 수도인 바이샬리를 자이나교의 중심지로 만들었다. 체타카의 여섯 번째 딸인 수지예스타는 자이나교 여승이 되었다. 체타카의 딸들이 다양한 지도자들과 결혼함으로써 북부 남아시아 전역에 자이나교가 퍼지는 데 기여했다.
체타카가 불교의 경쟁 집단인 자이나교에 대한 호의적인 태도를 보이며 그들을 후원했기 때문에 불교 소식통들은 그를 주목하지 않았다.

### 마가다와의 전쟁
리차비족과 그들의 남쪽 이웃인 마가다 왕국과의 관계는 처음에는 좋았으며, 마가다 국왕 빔비사라의 아내는 사칼라의 아들 심하의 딸인 바이샬리의 귀족 영애 바사비였다. 그럼에도 불구하고 리차비와 마가다 사이에는 가끔 석가모니의 사리를 얻기 위해 말라의 수도 쿠시나가라와 경쟁하는 등 갈등이 있었다.
또 다른 경우에는 리차비족이 갠지스강을 가로질러 마가다 영토를 침공했다. 마가다의 왕 빔비사라를 상대로 한 심각한 범죄로 인해 이후 마가다와 리차비족 사이의 관계는 완전히 악화되었다.
리차비와 마가다 사이의 적대관계는 아자타샤트루의 치세에서도 지속되었다. 리차비는 그의 이복동생이자 앙가의 총독인 베할라가 아자타샤트루에게 반란을 일으키자 그를 지원했는데, 베할라는 빔비사라의 또 다른 리차비족 아내 셀라나의 아들이었다. 빔비사라는 아자타샤트루가 그에 대한 음모를 꾸미고 적발되자 아자타샤트루 대신 베할라를 그의 후계자로 선택했지만, 아자타샤트루가 빔비사라의 왕위를 찬탈하고 왕위에 올랐다. 그러자 리차비족은 베할라를 마가다의 왕위에 앉히려고 했고, 베할라가 그들의 수도인 바이샬리를 반군의 근거지로 삼는 것을 허락했다. 반란이 실패한 후, 베할라는 그의 할아버지가 있는 리차비와 밧지의 수도인 바이샬리로 피신했고, 이에 아자타샤트루는 계속해서 체타카와 협상을 시도했다. 아자타샤트루의 거듭된 협상 시도가 실패로 끝나자, 그는 기원전 484년 밧지에 선전포고를 했다.
아자타샤트루는 밧지 연맹의 일원인 비데하족, 나야족, 말라족을 위협했고, 체타카는 전투가 시작되기 전에 리차비족과 말라족의 라자들과 전쟁 협의를 했다. 그래서 비데하족, 나야족, 말라족은 밧지 연맹에 편에 서서 리차비족과 함께 마가다에 맞서 싸웠다. 아자타샤트루가 밧지 연맹에게 전면전으로 승리하기에는 연맹의 군사력이 너무 강해 무리였기 때문에, 그는 외교와 음모에 의지해 기원전 468년까지 밧지 연맹을 물리쳤으며, 연맹 부족들의 영토를 마가다 왕국으로 합병했다. 한편 말라족은 아자타샤트루가 다스리는 마가다 제국의 일부가 되었지만, 그들의 내정 측면에서는 제한된 수준의 자치권을 허용받았다.
리차비족이 패배한 후, 체타카는 자신의 목에 철상을 매단 채 우물에 뛰어들어 자살했다. 그와 그의 부족은 아자타샤트루에게 패배했음에도 불구하고 부족은 멸족당하지 않고 살아남았는데, 이들은 마가다의 통치하에서 어느 정도의 자치권을 유지했으며, 이는 리차비 평의회가 마하비라의 죽음을 기념하기 위해 축제를 개최한 것을 통해 확인할 수 있다.

## 같이 보기
- 십육대국
- 불교

## 참고 문헌
- Deo, Shantaram Bhalchandra (1956). 《History of Jaina Monachism from Inscriptions and Literature》. Pune, India: Deccan College Post-Graduate and Research Institute. ISBN 978-9-333-68377-7.
- Jain, Kailash Chand (1974). 《Lord Mahāvīra and His Times》. Delhi, India: Motilal Banarsidass. 66쪽. ISBN 978-8-120-80805-8.
- Sharma, J. P. (1968). 《Republics in Ancient India, C. 1500 B.C.-500 B.C.》. Leiden, Netherlands: E. J. Brill. ISBN 978-9-004-02015-3.
- Sikdar, Jogendra Chandra (1964). 《Studies in the Bhagawatīsūtra》. Muzaffarpur, Bihar, India: Research Institute of Prakrit, Jainology & Ahimsa. 388–464쪽.